# Cueva de la Quilama
Cueva de la Quilama está situada en la Sierra de las Quilamas, en el sur de la provincia de Salamanca, de la comunidad autónoma de Castilla y León (España). 
Durante el siglo XIX se realizaron diversos estudios en la provincia de Salamanca que culminaron en la Memoria de "GIL Y MAESTRE" (1880), en la que se confirmaba que por el aspecto de la cueva, ésta databa del Silúrico.

## Entornos

### Clima
Esta zona presenta un clima mediterráneo, con inviernos fríos y húmedos y veranos muy secos y muy calurosos. Las temperaturas son muy extremas.

### Flora
La flora de la zona de la cueva está compuesta principalmente por robles, encinas, abedules, castaños, sotobosques, el bosque mediterráneo. 

### Fauna
Esta zona presenta una fauna muy variada: aves como el buitre negro, el buitre leonado, el águila imperial, el alimoche, el búho y también pequeños mamíferos característicos de la zona.

## Folklore
Existen leyendas que en la cueva hay un tesoro escondido y la habitan seres misteriosos.